# Johanna av Österrike (1535–1573)

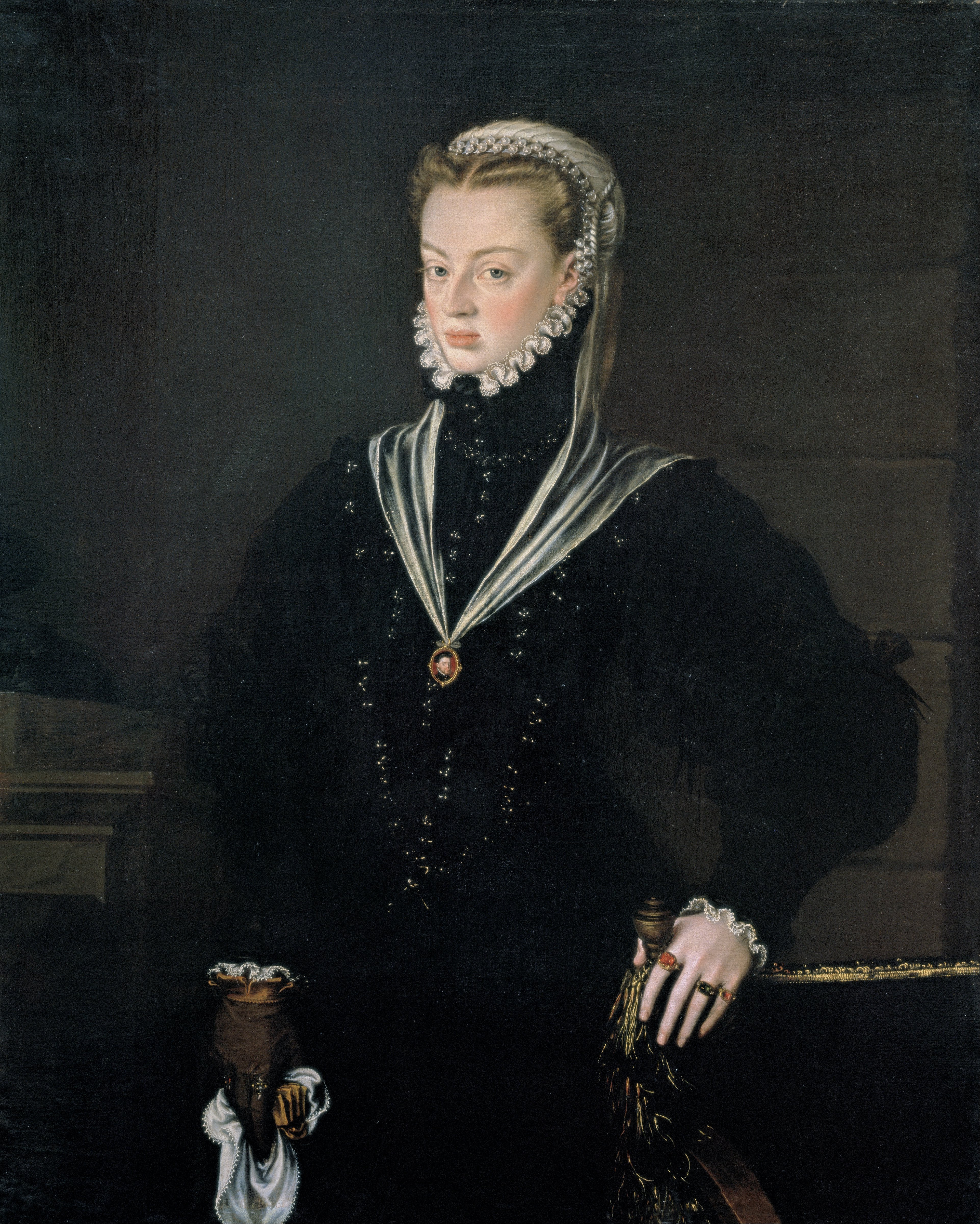
Johanna av Österrike, målning av Alonso Sánchez Coello.

Johanna av Österrike, född den 24 juni 1535 i Madrid, död den 7 september 1573 i klostret El Escorial, var en spansk infantinna och ärkehertiginna av Österrike.   Hon var kronprinsessa av Portugal genom sitt äktenskap med kronprins Johan Manuel av Portugal, och mor till kung Sebastian I av Portugal. Johanna var ställföreträdande regent i Spanien under sin bror Filip II:s frånvaro mellan 11 juli 1554 och 8 september 1559. 

## Biografi

### Tidigt liv
Johanna tillhörde huset Habsburg. Hon var dotter till Spaniens kung Karl I och Isabella av Portugal. 
Hon döptes 30 juni av kardinal Tavera med sin bror prins Filip och sin kusin Ludvig Filip av Savojen som faddrar. 
Johanna tillbringade sin barndom med sin bror Filip och sin syster Maria resande mellan de kungliga slotten i Kastilien, främst Alcalá de Henares. Hennes mor avled när hon var fyra år, och hon uppfostrades av en rad hovdamer, Guiomar de Melo, Isabel de Quiñones, María de Leyte, Leonor de Mascareñas och Estefanía de Requesens (Juan de Zúñigas fru), av vilka alla utom den sistnämnda var portugiser, medan hennes hushåll sköttes av greven Cifuentes och sedan Bernardino Pimentel, greve av Benavente. Hon undervisades av Juan López de la Cámara och sedan Juan López de la Cuadra och beskrivs som en duktig student, särskilt i musik och religion, och som starkare till hälsan än sin syster. När hennes bror gifte sig och hans maka snart avled, placerades även Johannas brorson, Don Carlos, i Johannas och Marias hushåll. 
År 1548 skulle hennes bror Filip, som dittills hade fungerat som faderns regent i Spanien, göra sin första utlandsresa, och inför hans resa blev Johannas syster Maria bortgift med sin kusin Maximilian av Österrike så att de båda kunde fungera som Spaniens regenter under Filips frånvaro. Johanna förlorade då Marias sällskap, och levde sedan ensam tillsammans med sin brorson Carlos.  

### Kronprinsessa av Portugal
Den 30 juni 1552 återvände prins Filip till Spanien och arrangerade genast äktenskapet mellan sin sextonåriga syster Johanna och hennes kusin, den fjortonåriga kronprins Johan av Portugal, son till hennes faster Katarina. Äktenskapet låg i linje med Spaniens konstanta princip att binda till sig Portugal, och Johanna hade redan från barndomen vant sig vid tanken på att gifta sig med Johan. En första vigsel genom fullmakt ägde rum den 11 januari 1552 i Toro med Portugals ambassadör Lorenzo Pérez de Tavora, Cristóbal de Mouras som Johans representant. Hon avreste mot Lissabon 24 oktober åtföljd av hertigen av Escalona, Diego López Pacheco; biskopen av Osma, Pedro Álvarez de Acosta och Luis Sarmiento, och den 13 november passerade de gränsen till Portugal. 
Hennes två år vid det portugisiska hovet har skildrats i de rapporter som sändes till kejsaren av hans ambassadör Luis Sarmiento. Johanna gjorde initialt ett gott intryck i Portugal, men beskrevs snart som alltför stolt och otillgänglig och levde ett isolerat liv vid hovet. Den 20 januari 1554, en vecka efter sin makes död, födde hon deras enda och första barn, Sebastian, en födsel som välkomnades med stor lättnad i Portugal där det alltid rådde en rädsla från att anslutas till Spanien. 
År 1554 avbröts äktenskapsförhandlingarna mellan Johannas bror Filip av Spanien och Johannas svägerska  Maria av Portugal för att göra det möjligt för honom att gifta sig med Maria I av England, vilket gjorde Johannas situation i Portugal besvärlig. Filip, som styrde Spanien på uppdrag av deras far skulle bli tvungen att vistas till England, och en ny regent behövdes för att styra Spanien som ställföreträdare för deras far kejsaren. Johannas moster Maria av Österrike ansågs lämplig, men hon var redan upptagen med sitt uppdrag som regent i Nederländerna.
Kejsarens ambassadör i Portugal, Luis Sarmiento, föreslog då att Johanna skulle återvända till Spanien för att anta uppdraget som regent. När även Ruy Gómez de Silva stödde idén gav kejsaren sitt godkännande, och Filip sände Luis Venegas de Figueroa och Ruy Gómez de Silva för att hämta henne. Genom att lova att Johanna skulle återvända till Portugal så snart hon avslutat sitt regentuppdrag i Spanien, fick hon tillstånd att lämna Portugal. Hon lämnade då sin son i sin fasters och tidigare svärmors, drottning Katarinas, vård.

### Spaniens regent
Johanna lämnade Portugal 15 maj 1554 och reste till Alcántara, där hon sade adjö till sin bror Filip, som sedan avreste till La Coruña, där han den 11 juli avseglade på sin väg till sitt bröllop i England. Johanna blev regent i samma ögonblick Filip lämnade landet. Hon etablerade sig med hovet i Valladolid. Hon tjänstgjorde som Spaniens regent från 1554 fram till 1559, när Filip var i England och i Nederländerna. Hennes regeringstid fick ett gott omdöme och kännetecknades av stark disciplin. 
Johanna omgavs som regent av en flera portugisiska rådgivare ur en pro-portugisisk hovfraktion kända som "ebolista-partiet". Det portugisiska partiet blev starkare när Johannas son år 1557 blev Portugals monark vid tre års ålder och Johanna i egenskap av hans mor hade rätt att bli hans regent under hans omyndighet, vilket skulle göra henne till både Spaniens och Portugals regent.   Hennes favoriter och rådgivare var det äkta paret Francisco de Borja och Leonor de Castro, som båda varit anställda av hennes mor. 
Hennes regering tvingades främst hantera två frågor: inkvisitionens allt större makt, som vid denna tid började genomströmma hela samhället och effektivt kräva religiös konformism; och det starka kravet att samla ekonomiska medel för att finansiera den spanska militärapparaten i Nederländerna och Frankrike. 
Johanna beskrivs som en djupt religiös sökare och svärmare, och ägnade sig åt en religiös riktning som uppmuntrade till bön, meditation och kontemplation för att förena själen med Gud och beskyddade präster tillhöriga denna riktning, bland dem fray Alonso de Orozco och dray Diego de Estella. Hon mottog 1556 den latinska översättningen av Savonarolas predikningar från dominikanen fray Alonso Muñoz. Hon beskyddade grundaren av jesuitorden, Ignacio de Loyola, som initialt betraktades med misstänksamhet av inkvisitionen. Hon tillhörde hans första följeslagare och blev sommaren 1554 en av de första medlemmarna av jesuitorden: det var unikt för hennes kön, och hon anslöt sig under det manliga namnet Mateo Sánchez. Hon gynnade särskilt Sankta Klaras orden och franciskanorden, och såg till att dessa utvidgades i Kastilien, där de tidigare varit svaga. Johanna var en religiös sökare, men tvingades anpassa sig till den konformistiska katolicismen som rådde under den spanska inkvisitionen, vars inkvisitor Fernando de Valdés försökte implicera henne och hennes religiösa svärmeri till de upptäckta lutherska grupperna i Sevilla (1558) och Valladolid (1559).
Johanna fick som regent hantera den ekonomiska krisen när kejsaren behövde finansiera återuppbyggnaden av sin armé, särskilt med tanke på oroligheterna i Nederländerna och konflikten med Frankrike, och Johannas uppgift var att utvinna pengar från Spanien och de Spanska kolonierna i Amerika för detta syfte. Hon tvingades införa nya skatter och befrämja gruvnäringen och fatta andra obekväma ekonomiska beslut. År 1556 abdikerade hennes far till förmån för hennes bror Filip, som på avstånd bekräftade Johannas fullmakt, medan fadern bosatte sig i Spanien och gav henne råd. I mars 1557 sändes Ruy Gómez de Silva av Filip till Johanna i Spanien för att bistå henne, och förde med sig en utökad fullmakt från Filip för att övervinna motståndet från det kastilianska finansrådet att skicka pengar utanför riket. Tiden 1558-1559 präglades av allt större ansträngningar att samla medel i Spanien och Amerika för att finansiera Filips krig mot kungen av Frankrike och mot påven. Kraven på att ständigt öka tillflödet av pengar till kriget placerade Johanna i en allt svårare situation då hon tvingades sätta sig emot både de kastilianska städernas intressen och påven, som motarbetade henne allt värre. I slutet av sitt regentskap bad hon Filip att återvända till Spanien eftersom hennes situation började bli ohållbar (då hon som ställföreträdare inte hade samma auktoritet som en monark).

### Senare liv
Den 8 september 1559 avslutades Johannas regentskap när hennes bror kung Filip II återvände till Valladolid. Tillsammans närvarade de samma dag vid en stor autodafé som arrangerades av Inkvisitionen mot dömda lutheraner. Därifrån for Filip till Toledo för att svära in Don Carlos som tronarvinge, medan Johanna avreste och för att välkomna Filips brud Elisabeth av Valois till Spanien inför det efterföljande bröllopet. Johanna och Elisabeth kom väl överens. 
Johanna var vid denna tid fortfarande bara 24 år gammal, och trots att hon hade ingått i Jesuitorden lades flera äktenskapsförslag fram för hennes räkning. Ett förslag framlades om ett giftermål mellan Johanna och Karl IX av Frankrike. Därefter föreslogs hon gifta sig med sin egen brorson Don Carlos (vilket hade varit möjligt med påvlig dispens), men planen lades ned eftersom Carlos betraktade sin faster Johanna som sin mor efter att ha vuxit upp i hennes vård.
Johanna hade som mor till kung Sebastian av Portugal position att förhandla om hans äktenskap, och ägnade sig i samarbete med sin far kejsaren, och sin bror Filip för att dra in Portugal under ätten Habsburg genom att gifta bort Sebastian med Anna av Österrike, samtidigt som Elisabeth av Valois och hennes mor Katarina av Medici försökte få Sebastian att gifta sig med Margareta av Valois. När Filip blev änkling 1568, samma år som han hade avsatt Don Carlos och behövde en ny tronarvinge, gifte han sig istället själv med Anna av Österrike 1570. Filip II bad därefter Johanna att utverka Sebastians samtycke att gifta sig med Margareta av Valois, något hon försökte utan framgång, eftersom Sebastian vägrade gifta sig.
År 1570 deltog hon i Filips bröllop med Anna av Österrike. Samma år drog hon sig tillbaka till klostret Monasterio de las Descalzas Reales. Hon besökte dock fortfarande sin brors hov i El Escorial då och då, och blev ibland ombedd att ingripa till förmån för portugiser i Spanien och mot Inkvisitionens överträdelser, något hon gjorde framgångsrikt.